# Francisco Javier Borrull

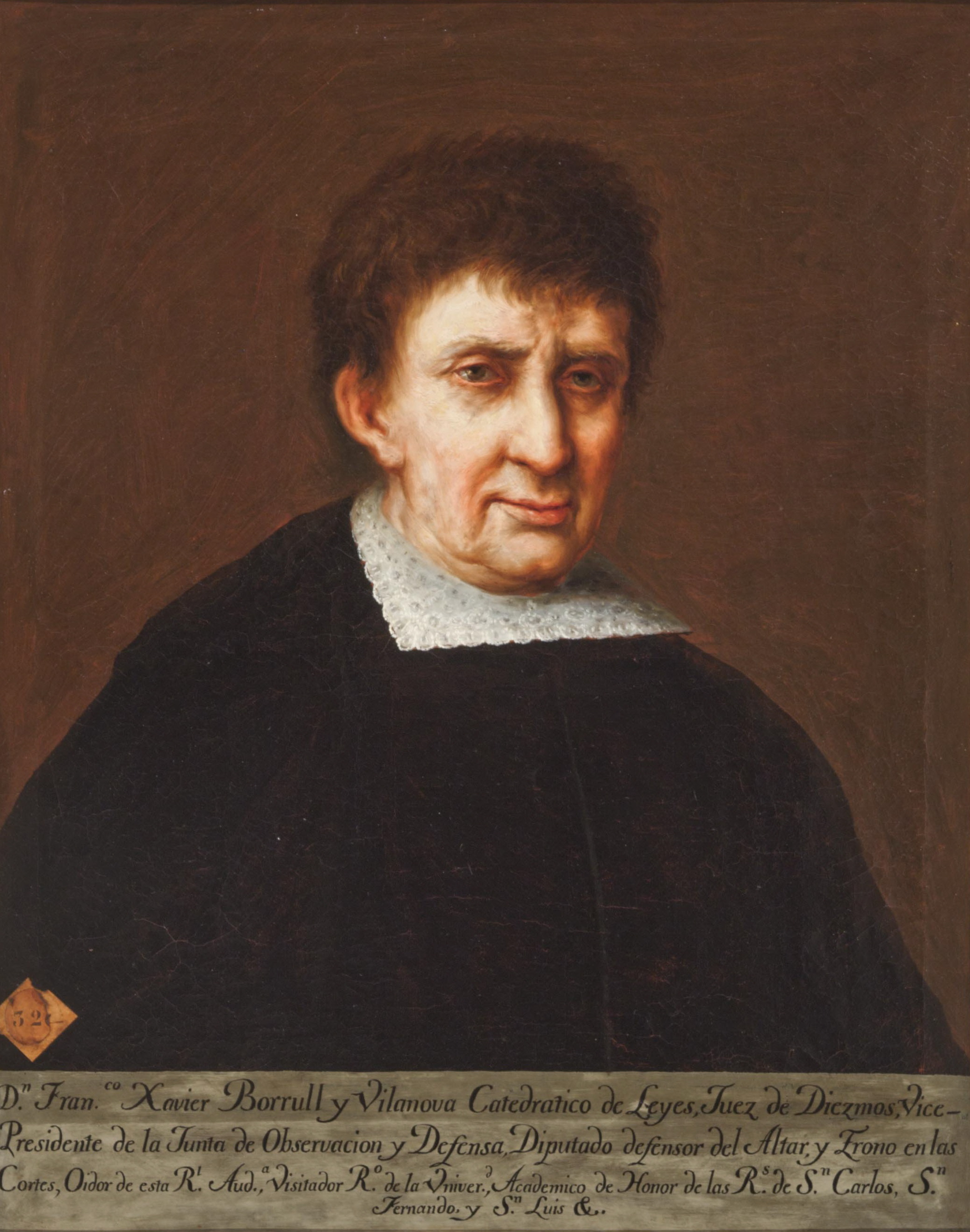
José Zapata: Retrato de Francisco Javier Borrull, «Catedrático de Leyes, Juez de Diezmos, Vice-Presidente de la Junta de Observación y Defensa, Diputado defensor del Altar y Trono en la Cortes, Oidor de esta R.l Audª. Visitador Rº de la Univer.^{d}, Académico de Honor de las R.^{s} de S^{n} Carlos, S^{n} Fernando y S^{n} Luis &.» 1832. Real Academia de Bellas Artes de San Fernando.

Francisco Javier Borrull y Vilanova (Valencia, 1745-1838) fue un jurista, escritor y político español, diputado por Valencia en las Cortes de Cádiz.

## Biografía
Hijo de José Borrull, catedrático de derecho en la Universidad de Salamanca y fiscal del Consejo de Indias, siguió la carrera paterna cursando estudios de filosofía y derecho en la Universidad de Valencia, en la que en 1774 ganó la cátedra de Institución Civil. Familiar y secretario del Santo Oficio, en 1784 fue nombrado Juez de Tercios, Diezmos y Primicias de Valencia.
Tras la ocupación francesa formó parte de la Junta Superior de Valencia en representación de la Gobernación. Elegido diputado a Cortes por Valencia el 14 de febrero de 1810 por el procedimiento establecido para las provincias libres de los franceses, tomó posesión del escaño el 25 de octubre del mismo año y causó baja el 20 de septiembre de 1813. Defensor de la instituciones medievales y de los antiguos fueros del reino de Valencia, en los que veía un eficaz contrapeso del despotismo monárquico, y contrario al principio de la soberanía nacional, en las sesiones de Cortes destacó por su defensa del Tribunal de las Aguas y en los debates de los meses de enero y febrero de 1813 en los que se trató de la abolición de la Inquisición, finalmente declarada incompatible con la Constitución el 22 de febrero. Por su defensa del Santo Oficio en esos debates y su negativa a aceptar que las Cortes pudiesen legislar sobre esa materia, alineado con los sectores más reaccionarios, en la Abeja Española, el diario satírico publicado en Cádiz por Bartolomé José Gallardo, será caricaturizado como el Bajá Borrajas, «segundo general en jefe del ejército servil», y parafraseando a Garcilaso de la Vega en el «Triste suspirar de dos serviles, / Borrajas juntamente y El Tiñoso», tras la supresión del tribunal le hacían exclamar, con reproches al bando liberal: 

¡Oh más duro que mármol a mis quejas,
y al fanatismo loco en que me miro
más helado que nieve, libre bando:
estoy muriendo, ¿y por vivir suspiro?
No quiero ya vivir, pues tu me dexas,
Inquisición amada, vida mía».

Tras la restauración del absolutismo fue nombrado visitador de la universidad y oidor de la audiencia. En 1820, a raíz del pronunciamiento de Riego, fue desterrado a San Sebastián, pero en 1823 pudo regresar a Valencia y recuperar sus cargos, falleciendo en esta ciudad el 29 de mayo de 1838.
De su producción escrita sobre materias jurídicas e históricas pueden destacarse los dos textos que publicó en 1810, en los que exponía sus concepciones políticas antes de partir hacia Cádiz: Discurso sobre la Constitución que dio al Reyno de Valencia su invicto Conquistador el Señor D. Jaime Primero (Valencia, Imprenta de Benito Monfort, 1810) y Fidelidad de la Ciudad y Reyno de Valencia en tiempos de las guerras civiles que empezaron el año 1705 (Valencia, 1810). Defendía en el primero de ellos la bondad de la constitución histórica de Valencia y su vigencia y en el segundo negaba valor a los decretos de Nueva Planta, basados en la supuesta infidelidad de los valencianos a la línea sucesoria.